# Bob Clearmountain
Bob Clearmountain (Connecticut, 16 gennaio 1953) è un ingegnere del suono e produttore statunitense.
Ha lavorato con alcuni tra i più noti nomi del panorama rock e pop mondiale, quali per esempio Bruce Springsteen, Rolling Stones, Bryan Adams, Simple Minds, Bryan Ferry e molti altri.